# Toyota Labs
Toyota Labs — дослідний інститут Toyota Group.
Розташований в Nagakute. Був заснований в листопаді 1960 р. з початковим капіталом 600 мільйонів Yen (на сьогодні капітал — 3000000000 Yen).
Президент — Ishikawa.
Близько 1000 співробітників ведуть фундаментальні дослідження в інтересах Toyota Group.
Toyota Labs співпрацює з освітнім Toyota Technological Institute (TTI, Технологічний інститут, 1981) в Nagoya і TTI-C в Chicago (Чикаго, Іллінойс, США, 2003).